# Tutti pazzi per amore
Tutti pazzi per amore (Ital. für Alle verrückt nach Liebe) ist eine italienische Fernsehserie.
Die erste Staffel, produziert von Rai Fiction und Publispei unter der Regie von Ricardo Milani und Laura Muscardin lief ab Dezember 2008 im italienischen Fernsehen. Die zweite Staffel wurde ab Juni 2009 produziert und ging im März 2010 auf Sendung. Die dritte Staffel wurde ab November 2011 ausgestrahlt. 
Das Originalsujet für die Serie ist von Ivan Cotroneo und Monica Rametta, die szenische Inszenierung von Ivan Controneo, Monica Rametta, Elena Bucaccio, Stefano Tummolini und Stefano Bises.